# Cohors I Bracaraugustanorum (Dacia)
Die Cohors I Bracaraugustanorum (deutsch 1. Kohorte aus Bracara Augusta) war eine römische Auxiliareinheit. Sie ist durch Militärdiplome, eine Inschrift und Ziegelstempel belegt. In der Inschrift wird sie als Cohors I Augusta Bracarum bezeichnet.

## Namensbestandteile
- Cohors: Die Kohorte war eine Infanterieeinheit der Auxiliartruppen in der römischen Armee.

- I: Die römische Zahl steht für die Ordnungszahl die erste (lateinisch prima). Daher wird der Name dieser Militäreinheit als Cohors prima .. ausgesprochen.

- Bracaraugustanorum: aus dem conventus Bracara Augusta. Die Soldaten der Kohorte wurden bei Aufstellung der Einheit auf dem Gebiet des conventus (iuridicus) Bracara Augusta (mit der Hauptstadt Bracara Augusta) rekrutiert.[2]

Da es keine Hinweise auf die Namenszusätze milliaria (1000 Mann) und equitata (teilberitten) gibt, ist davon auszugehen, dass es sich um eine Cohors quingenaria peditata, eine reine Infanterie-Kohorte, handelt. Die Sollstärke der Einheit lag bei 480 Mann, bestehend aus 6 Centurien mit jeweils 80 Mann.

## Geschichte
Die Kohorte war in der Provinz Dacia inferior stationiert. Sie ist auf Militärdiplomen für die Jahre 122 bis 167/168 n. Chr. aufgeführt.
Die Einheit entstand möglicherweise aus einer Vexillation, die während der Dakerkriege Trajans von der in der Provinz Moesia stationierten Stammeinheit abkommandiert wurde. Der erste Nachweis der Kohorte in Dacia inferior beruht auf einem Diplom, das auf 122 datiert ist. In dem Diplom wird die Einheit als Teil der Truppen (siehe Römische Streitkräfte in Dacia) aufgeführt, die in der Provinz stationiert waren. Weitere Diplome, die auf 129/130 bis 167/168 datiert sind, belegen die Einheit in derselben Provinz.

## Standorte
Standorte der Kohorte in Dacia inferior waren möglicherweise:
- Kastell Brețcu: Ziegel[7] mit den Stempeln der Einheit wurden hier gefunden.
- Kastell Boroșneu Mare: Ziegel[8] mit dem Stempel der Einheit wurden hier gefunden.
- Kastell Slăveni: Ziegel[9] mit dem Stempel der Einheit wurden hier gefunden.

## Angehörige der Kohorte
Ein Kommandeur der Kohorte, der Präfekt Publius Aelius Marcianus, ist durch die Inschrift bekannt.